# Mothocya arrosor
Mothocya arrosor är en kräftdjursart som beskrevs av Bruce1986. Mothocya arrosor ingår i släktet Mothocya och familjen Cymothoidae. Inga underarter finns listade i Catalogue of Life.